# Agave turneri
Agave turneri ist eine Pflanzenart aus der Gattung der Agaven (Agave). Ein englischer Trivialname ist „Turner´s Agave“.

## Beschreibung
Agave turneri wächst solitär mit einer Wuchshöhe von 40 bis 120 cm und ist 80 bis 190 cm breit. Die lanzettförmigen, steifen, graugrünen bis bläulichen, gebogenen Blätter sind 40 bis 90 cm lang, 6 bis 13 cm breit und auf beiden Seiten mit variablen Abdrücken versehen. Die Blattränder sind weiß und unregelmäßig gezahnt. Der graue Enddorn wird bis 5,5 cm lang.
Der rispige, gerade bis gebogene Blütenstand wird 2 bis 4 m hoch. Die gelb- bis grünfarbenen Blüten erscheinen in der oberen Hälfte des Blütenstandes an kurzen, unregelmäßig angeordneten Verzweigungen und sind 18 bis 24 mm lang. Die becherförmige Blütenröhre ist 2 bis 9 mm lang.
Die längliche, braune dreikammerige Kapselfrüchte sind 36 bis 45 mm lang. Die glänzenden, schwarzen Samen sind 5 bis 8 mm lang.
Die Blütezeit reicht von Februar bis August.

## Systematik und Verbreitung
Agave turneri wächst in begrenzten Regionen in Mexiko, Baja Kalifornien Nord, an tiefen felsigen Hängen und Klippen auf unterschiedlichen Böden in 180 bis 400 m Höhe. Sie ist vergesellschaftet mit Echinocereus engelmannii, Ferocactus cylindraceus, Cylindropuntia ramosissima und anderen Kakteen- und Sukkulentenarten.
Die Erstbeschreibung durch Robert H. Webb und J. Mario Salazar-Ceseña ist 2011 veröffentlicht worden.
Agave turneri ist ein Vertreter der Gruppe Deserticolae. Sie wächst endemisch in Mexiko, Baja Kalifornien Nord, an exponierten Stellen in verschiedenen Bodenformationen der Sierra Cucapa und Sierra El Mayor. Die Niederschläge der Region sind extrem und betragen unter 100 mm im Jahr. Die mittelgroßen, solitär wachsenden Pflanzen besitzen einen 2 bis 4 m hohen und engen Blütenstand. Agave turneri ist nahe verwandt mit Agave moranii und Agave desertii var. simplex, die jedoch in Blütenstand, Blüten- und Blattstruktur deutlich abweichen. Die Art ist extrem gefährdet. Klimaveränderungen der letzten Jahre und zahlreiche Aktivitäten stören diesen einmaligen Standort. Sporadisch treten in der Region kurze Fröste auf.